# Nacka HK
Nacka HK är en ishockeyklubb i Nacka i Sverige. Klubben bildades 1976 som NSA-76 genom sammanslagning av ishockeysektionerna i Nacka SK, Skuru IK och Atlas Copco IF. Nacka SK bildades i sin tur redan 1906 och var en av de sju klubbar som 1922 bildade den första nationella hockeyligan i Sverige. Namnet "Nacka HK" antogs 1980.

## Ishockey
A-laget har med undantag för säsongerna 2014/2015 och 2015/2016 spelat i Division 1 sedan 2006. När serien var slut våren 2017 tvingades man spela i kvalserien och slutade trea vilket inte räckte för att få spela kvar. Ett par veckor före säsongstart nekades dock Haninge Anchors HC elitlicens och efter att Mjölby HC tackat nej så erbjöds Nacka en plats i Hockeyettan även säsongen 2017/2018. Efter att ha slutat sist både i fortsättningsserien och kvalserien kommer Nacka spela i Hockeytvåan säsongen 2018/2019.
Säsongen 1987-1988 spelade Mats Sundin i herrlaget.

### Säsonger för herrarnas hockeylag
| Säsong    | Division           | Placering | Vårserie                  | Kval/Playoff                                       |
| --------- | ------------------ | --------- | ------------------------- | -------------------------------------------------- |
| 2006/2007 | Division 1D        | 2         | 3:a i Allettan Västra     |                                                    |
| 2007/2008 | Division 1D        | 7         | 1:a i vårserien           | Playoff: Besegrar Lindlöven, utslagna av Enköping. |
| 2008/2009 | Division 1D        | 6         | 2:a i vårserien           |                                                    |
| 2009/2010 | Division 1D        | 8         | 5:a i vårserien           | 1:a i kvalserie D                                  |
| 2010/2011 | Division 1D        | 4         | 6:a i Allettan Mellan     |                                                    |
| 2011/2012 | Division 1D        | 9         | 2:a i fortsättningsserien |                                                    |
| 2012/2013 | Division 1D        | 10        | 6:a i fortsättningsserien | 3:a kvalserie C                                    |
| 2013/2014 | Division 1D        | 10        | 5:a i fortsätningsserien  | 4:a i kvalserie D, nerflyttade                     |
| 2014/2015 | Division 2 Östra A | 2         | 2:a i Alltvåan Östra      |                                                    |
| 2015/2016 | Division 2 Östra A | 1         | 5:a i Alltvåan Östra      | 2:a i kvalserie D, uppflyttade                     |
| 2016/2017 | Hockeyettan Östra  | 11        | 6:a i vårserien           | 3:a I kvalserien                                   |
| 2017/2018 | Hockeyettan Östra  | 7         | 7:a i vårserien           | 6:a i kvalserien, nerflyttade                      |

Anmärkningar
1. ↑  Återfick sin plats i Hockeyettan efter att Haninge Anchors förlorade sin elitlicens.

## Damishockey
Klubben vann SM 1988, 1989, 1990, 1991, 1992, 1993, 1994, 1996 och 1998. Efter säsongen 1997–1998 lades damlaget ner, då spelarna ansåg sig ha fått för dåligt stöd från sin klubb.
1985, 1986 och 1987 vann man även svenska riksmästerskapet för damer.

## Handboll
Nacka HK är också namnet på en farmarklubb till Skuru IK:s handbollssektion, Skuru IK Handboll.

## Hall of Fame
Några av de Nackaspelare som haft framgångar: 
- Mats Sundin (F)
- Johan Garpenlöv (F)
- Jens Öhling (F)
- Thomas Johansson (D)
- Tommy Söderström (G)
- Kenneth Kennholt (D)
- Charles Berglund (F)
- Ronnie Pettersson (D)
- Marcus Ragnarsson (D)
- Rolf Wanhainen (G)
- Fredrik Bremberg (F)
- Mikael Håkanson (F)